# Lucedale
Lucedale è una città (city) degli Stati Uniti d'America, capoluogo della contea di George, nello Stato del Mississippi.